# 진 카린
진 카린(Jean Carlin, 1921년 9월 2일 ~ 1998년 10월 23일)은 미국의 배우, 영화배우이다.
롱비치에서 태어났으며 로스앤젤레스에서 사망하였다.

## 영화
- 비하인드 더 마스크 (1946년)